# Mas Fages
El Mas Fages, o Mas Gusó, és una masia de Sant Pere Pescador (Alt Empordà) inclosa a l'Inventari del Patrimoni Arquitectònic de Catalunya.

## Descripció
Situat al sud-est del nucli urbà de la població de Sant Pere Pescador, al sud de la urbanització Bon Relax, a tocar la carretera de Sant Pere al Riuet.
Masia formada per diversos cossos adossats, que li confereixen una planta més o menys rectangular. L'edifici principal està format per tres crugies, amb la coberta a dues vessants de teula. Al sud té adossat un cos rectangular, amb coberta a tres vessants, que alberga la façana principal de la masia. Ambdós cossos estan distribuïts en planta baixa i pis. La façana principal, orientada al sud, presenta un gran portal d'arc rebaixat adovellat i dues finestres rectangulars a banda i banda. A la primera planta hi ha tres balcons, el central de mida més gran i amb llosana motllurada, i els dos laterals amb les llosanes arrodonides. Els tres finestrals de sortida són rectangulars, amb l'emmarcament d'obra. Damunt del portal hi ha una placa amb la data 1866 i, a la part superior de la façana, un rellotge de sol de ceràmica vidrada decorada. A l'interior, el vestíbul presenta sostres coberts amb voltes catalanes i estances dividides amb arcs rebaixats bastits amb maons. La façana de ponent presenta dos petits cossos adossats. En primer terme, un porxo bastit amb tres arcs de mig punt a la planta baixa, amb una terrassa al primer pis, la qual enllaça amb un balcó corregut. En segon terme, un altre cos rectangular del que destaca la galeria d'arcs de mig punt bastits amb maons, situats al primer pis. Tant la terrassa, com el balcó com la galeria presenten una barana d'obra amb gelosia. De la façana de llevant destaquen dos grans portals d'arc rebaixat, un d'ells d'accés a l'interior de la casa i l'altre, amb els brancals bastits amb maons i la llinda de fusta, per entrar a l'actual vinoteca, la qual ocupa l'espai original de les quadres. Al nord de l'edifici principal hi ha dos cossos adossats més, disposats en paral·lel, un d'ells amb coberta a un sol vessant i l'altre de dues. Actualment alberguen els salons del restaurant, tot i que origen l'espai estava destinat al bestiar -galliners i estables pels ramats-. L'interior presenta sostres de volta catalana i arcades de mig punt bastides amb maons.
Tota la construcció es troba arrebossada i pintada amb tonalitats groguenques, amb un sòcol de pedra desbastada lligada amb morter, a la planta baixa.

## Història
Va ser construït l'any 1564 i era conegut com a Mas Perandreu. A finals del segle xvii una descendent de la família, Antiga Perandreu, es casà amb el mercader gironí Miquel Massana. A la primera meitat del segle xviii, aquesta família s'entroncà amb la Fages de Figueres, família del reconegut escriptor empordanès Fages de Climent, motiu pel qual la masia és coneguda com a Can Fages. Al llarg de tot el segle xix formà part del patrimoni d'aquesta nissaga figuerenca fins que fou adquirit per Rossend Janer.
L'edifici patir durant els següents segles diferents ampliacions. Vers l'any 1980 es decideix començar un procés de reformes i adaptacions per adequar els diferents espais cap a un camp comercial que fins aquell moment no s'havia fet. Aquestes reformes començaren a veure llum l'any 1991 amb la inauguració de la vinoteca en un cos que era destinat a paller i taller mecànic. Un any després s'inaugurà la terrassa-bar. L'any 2000 s'amplia la proposta gastronòmica construint el restaurant "Les Buguenvíl·lies", situat en el que havia estat l'antic galliner i estable. Finalment l'any 2003 es va reformar l'antic assecador de blat per instal·lar la bijuteria.